# L'inimitabile Jeeves!
L'inimitabile Jeeves! (The Inimitable Jeeves) è una raccolta di racconti in lingua inglese di P. G. Wodehouse, pubblicata per la prima volta in volume nel 1923, dapprima in Gran Bretagna, il 17 maggio 1923 e successivamente, il 28 settembre 1923, negli Stati Uniti con il titolo Jeeves. 
I diciotto racconti che la compongono sono collegati da una cornice narrativa nella quale si narrano le disavventure sentimentali di Bingo Little, amico del narratore Bertie Wooster, e gli interventi del valletto Jeeves per risolvere le ingarbugliate situazioni nelle quali si cacciano i due amici. Nelle prime edizioni in lingua italiana la raccolta veniva definita "romanzo" .

## Storia editoriale

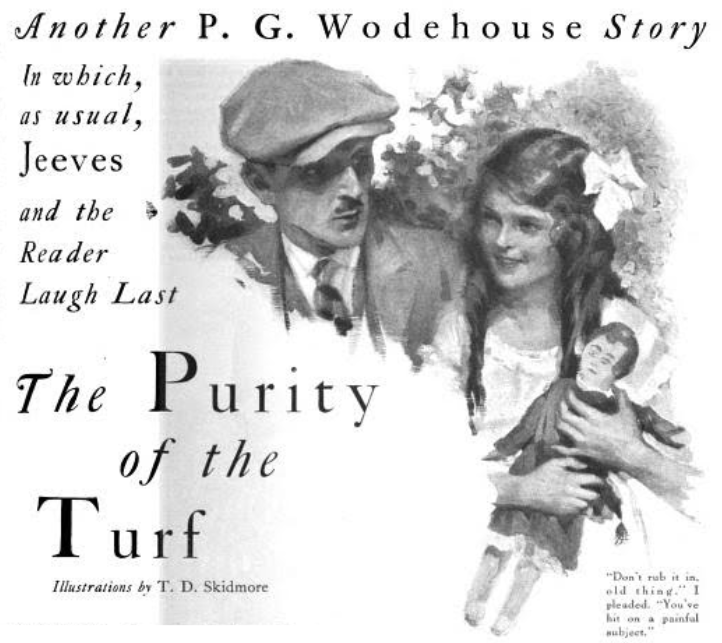
Illustrazione di T.D. Skidmore del racconto The Purity of the Turf (L'ingenuità agreste), Cosmopolitan, 1922

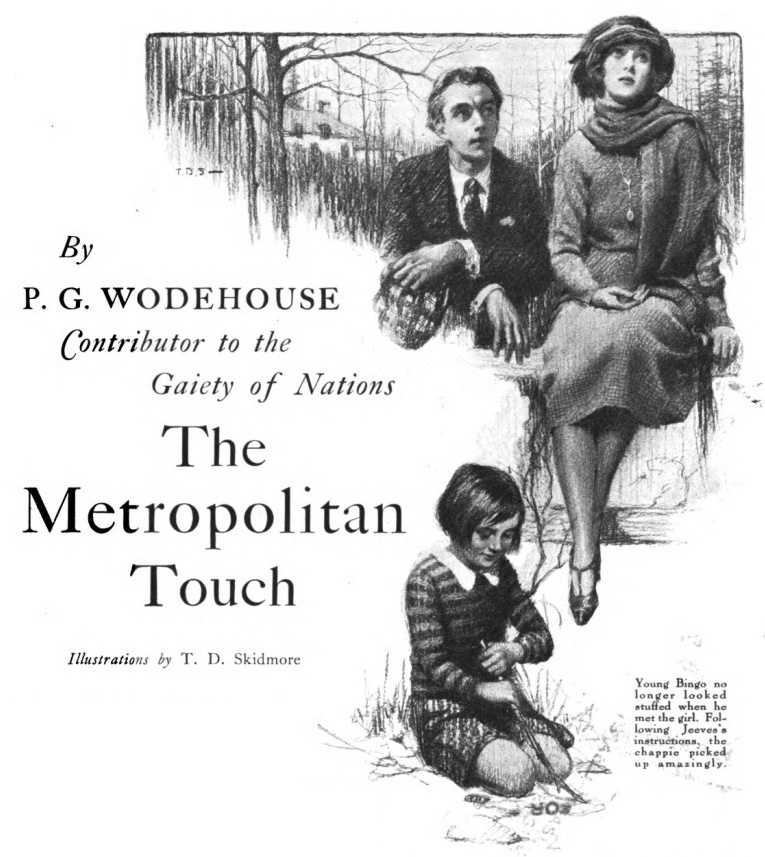
Illustrazione di T.D. Skidmore del racconto The Metropolitan Touch (Il gusto cittadino), Cosmopolitan, 1922

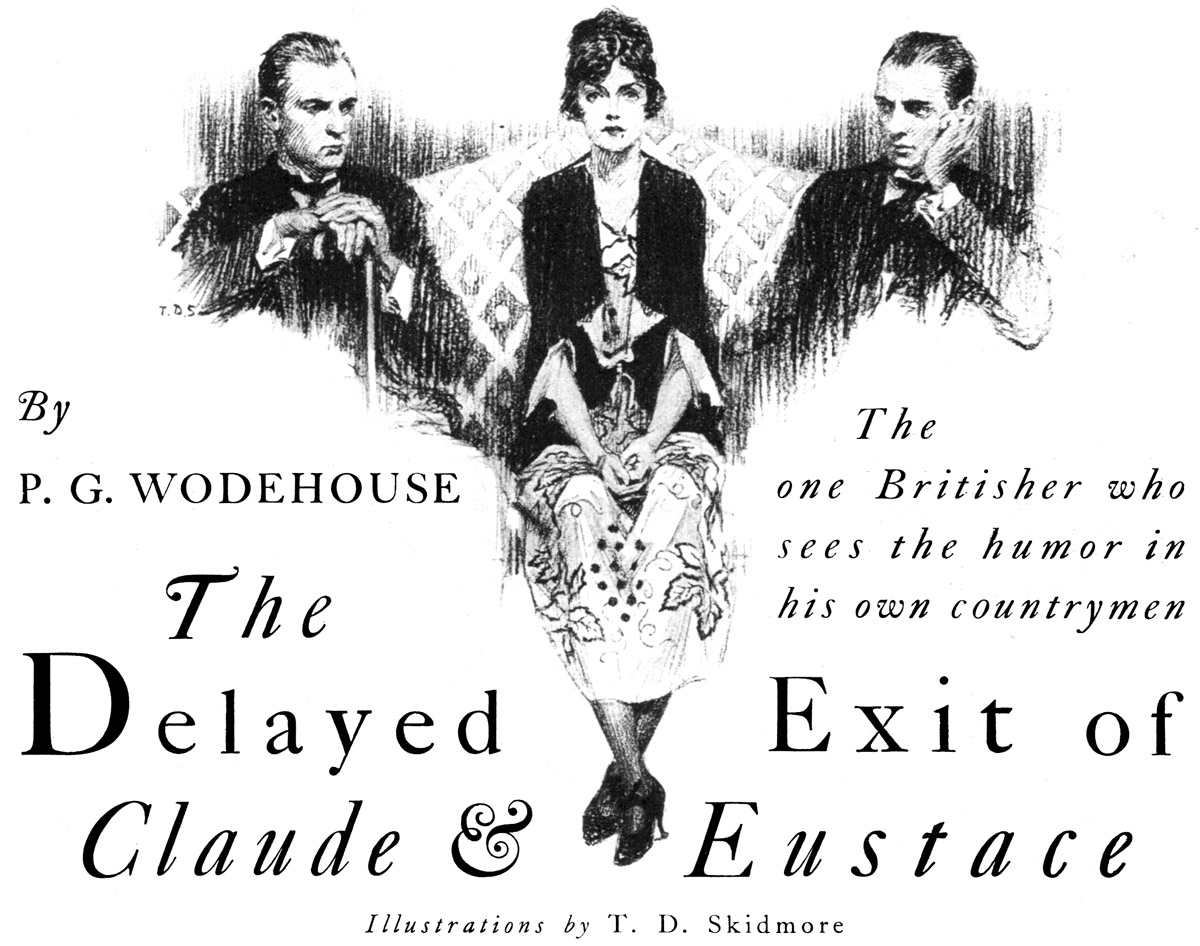
Illustrazione di T.D. Skidmore del racconto The Delayed Exit of Claude and Eustace (La partenza di Claude e d'Eustace), Cosmopolitan, 1922

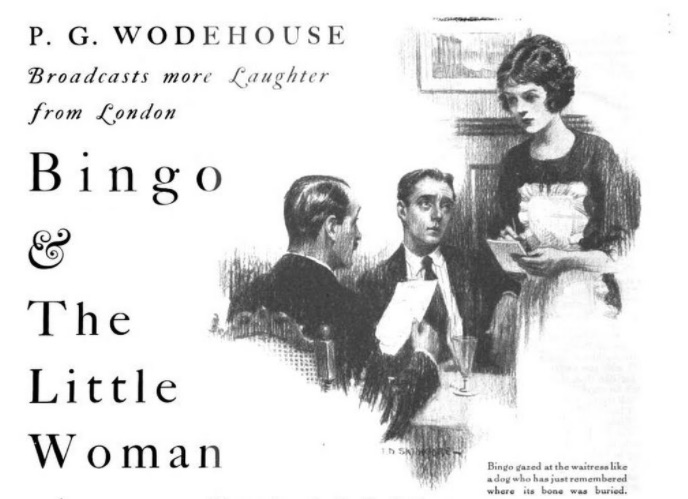
Illustrazione di T.D. Skidmore del racconto Bingo and the Little Woman (Bingo e la donnina), Cosmopolitan, 1922

La raccolta è costituita dalla rielaborazione di undici racconti pubblicati in precedenza sul mensile britannico The Strand Magazine e sulle riviste statunitensi The Saturday Evening Post e Cosmopolitan. Si elencano i titoli degli undici racconti originali, seguiti, nelle righe successive, dal nome delle riviste britanniche (UK) e statunitense (US) nelle quali il racconto è stato pubblicato in precedenza, e dalla data di pubblicazione:
- Jeeves in the Springtime
  - UK: The Strand Magazine, dicembre 1921
  - US: Cosmopolitan, dicembre 1921
- Aunt Agatha Takes the Count
  - UK: The Strand Magazine, aprile 1922
  - US: Cosmopolitan, ottobre 1922 (col titolo: Aunt Agatha Makes a Bloomer)
- Scoring off Jeeves
  - UK: The Strand Magazine, febbraio 1922
  - US: Cosmopolitan, marzo 1922 (col titolo: Bertie Gets Even)
- Sir Roderick Comes to Lunch
  - UK: The Strand Magazine, marzo 1922
  - US: Cosmopolitan, aprile 1922 (col titolo: Jeeves the Blighter)
- Jeeves and the Chump Cyril
  - UK: The Strand Magazine, agosto 1918
  - US: The Saturday Evening Post, 8 giugno 1918
- Comrade Bingo
  - UK: The Strand Magazine, maggio 1922
  - US: Cosmopolitan, maggio 1922
- The Great Sermon Handicap
  - UK: The Strand Magazine, giugno 1922
  - US: Cosmopolitan, giugno 1922
- The Purity of the Turf
  - UK: The Strand Magazine, luglio 1922
  - US: Cosmopolitan, luglio 1922
- The Metropolitan Touch
  - UK: The Strand Magazine, settembre 1922
  - US: Cosmopolitan, settembre 1922
- The Delayed Exit of Claude and Eustace
  - UK: The Strand Magazine, ottobre 1922
  - US: Cosmopolitan, novembre 1922
- Bingo and the Little Woman
  - UK: The Strand Magazine, novembre 1922
  - US: Cosmopolitan, dicembre 1922

Sette degli undici racconti (ossia, i primi sei e l'ultimo) furono divisi in due per ottenere un volume costituito da diciotto racconti.

## Racconti
1. Il cerebro di Jeeves lavora (Jeeves Exerts the Old Cerebellum)
2. Le campane nuziali non vogliono sonare (No Wedding Bells for Bingo)
3. Zia Agatha comanda (Aunt Agatha Speaks Her Mind)
4. Perle che portano lacrime (Pearls Mean Tears)
5. L'orgoglio dei Woosters ferito (The Pride of the Woosters Is Wounded)
6. Il premio all'eroe (The Hero's Reward)
7. Presentazione di Claude ed Eustace (Introducing Claude and Eustace)
8. Sir Roderick a colazione (Sir Roderick Comes to Lunch)
9. Una lettera di presentazione (A Letter of Introduction)
10. Le scarpe rosse fanno un cuore felice (Startling Dressiness of a Lift Attendant)
11. Il collega Bingo (Comrade Bingo)
12. Le finanze di Bingo vanno male (Bingo Has a Bad Goodwood)
13. L'handicap delle prediche (The Great Sermon Handicap)
14. L'ingenuità agreste (The Purity of the Turf)
15. Il gusto cittadino (The Metropolitan Touch)
16. La partenza di Claude e d'Eustace (The Delayed Exit of Claude and Eustace)
17. Bingo e la donnina (Bingo and the Little Woman)
18. Tutto finisce bene (All's Well)

### Edizioni

#### In lingua inglese
- (EN) The Inimitable Jeeves, 1ª ed., London, Jenkins, 1923.
- (EN) Jeeves, 1ª ed., New York, George H. Doran, 1923, 1923.
- (EN) The Inimitable Jeeves, Harmondworth (Middlesex), Penguin Books, 1953.
- (EN) The Inimitable Jeeves, London, Everyman, 2007, ISBN 9781841591483.

#### Traduzioni in lingua italiana
- L'inimitabile Jeeves! : romanzo umoristico inglese, traduzione di Aldo Traverso, Milano, Bietti, 1930.
- L'inimitabile Jeeves! : romanzo umoristico inglese, traduzione di Aldo Traverso, Milano, Monanni, 1930.
- L'inimitabile Jeeves, traduzione di Tracy Lord, Milano, Polillo, 2010, ISBN 978-88-8154-220-8.

### Fonti critiche
- Jerôme von Gebsattel, «Inimitabile Jeeves (L')|The Inimitable Jeeves», in Dizionario Bompiani delle opere e dei personaggi di tutti i tempi e di tutte le letterature, IV, Milano, RCS Libri, 2005,  p. 4338, ISSN 1825-78870 (WC · ACNP).
- (EN) Eileen McIlvaine, Louise S. Sherby e James H. Heineman, P. G. Wodehouse: A Comprehensive Bibliography and Checklist, New York, James H. Heineman Inc., 1990, ISBN 978-0-87008-125-5.